# Đảo Trân Bảo

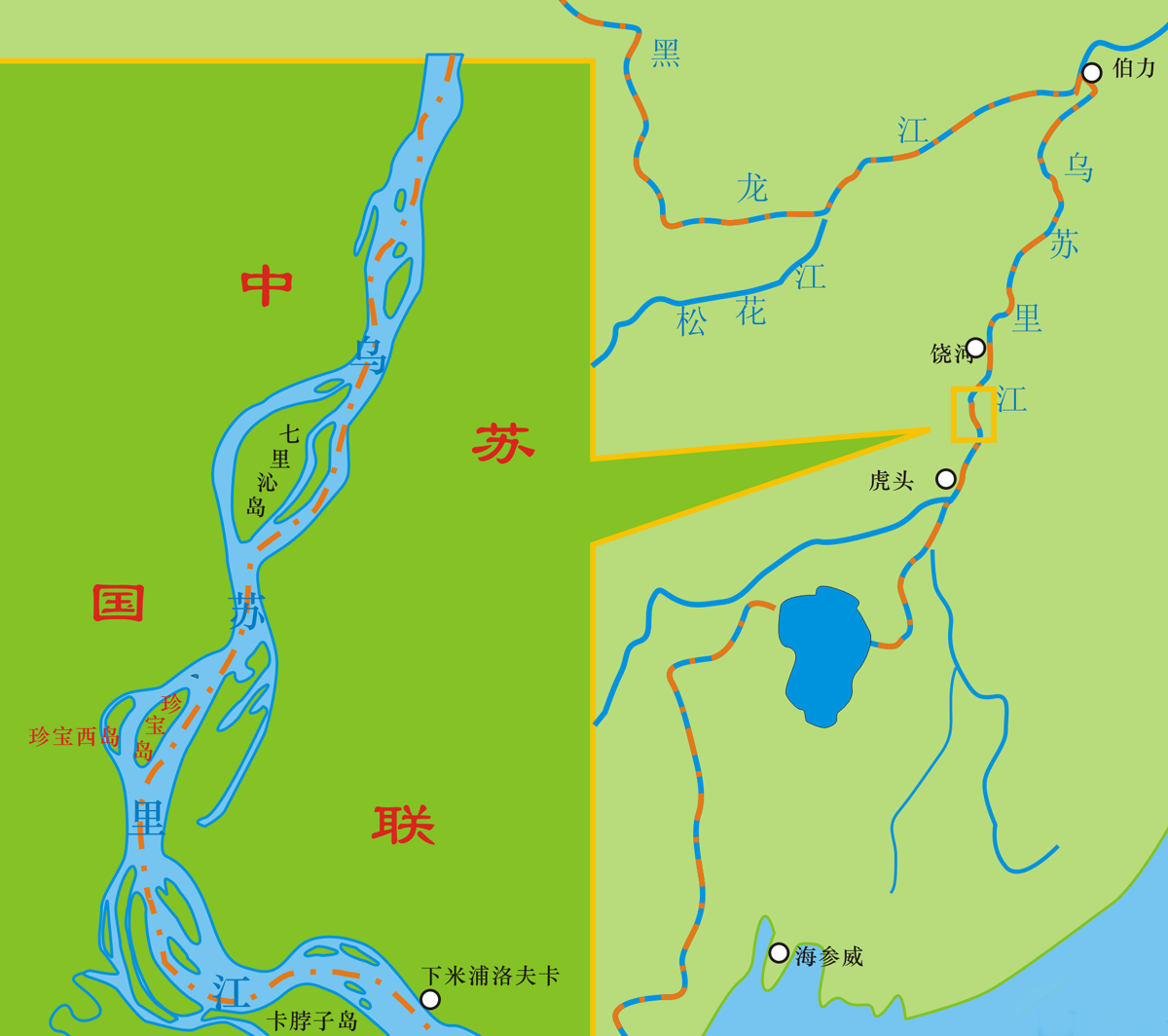

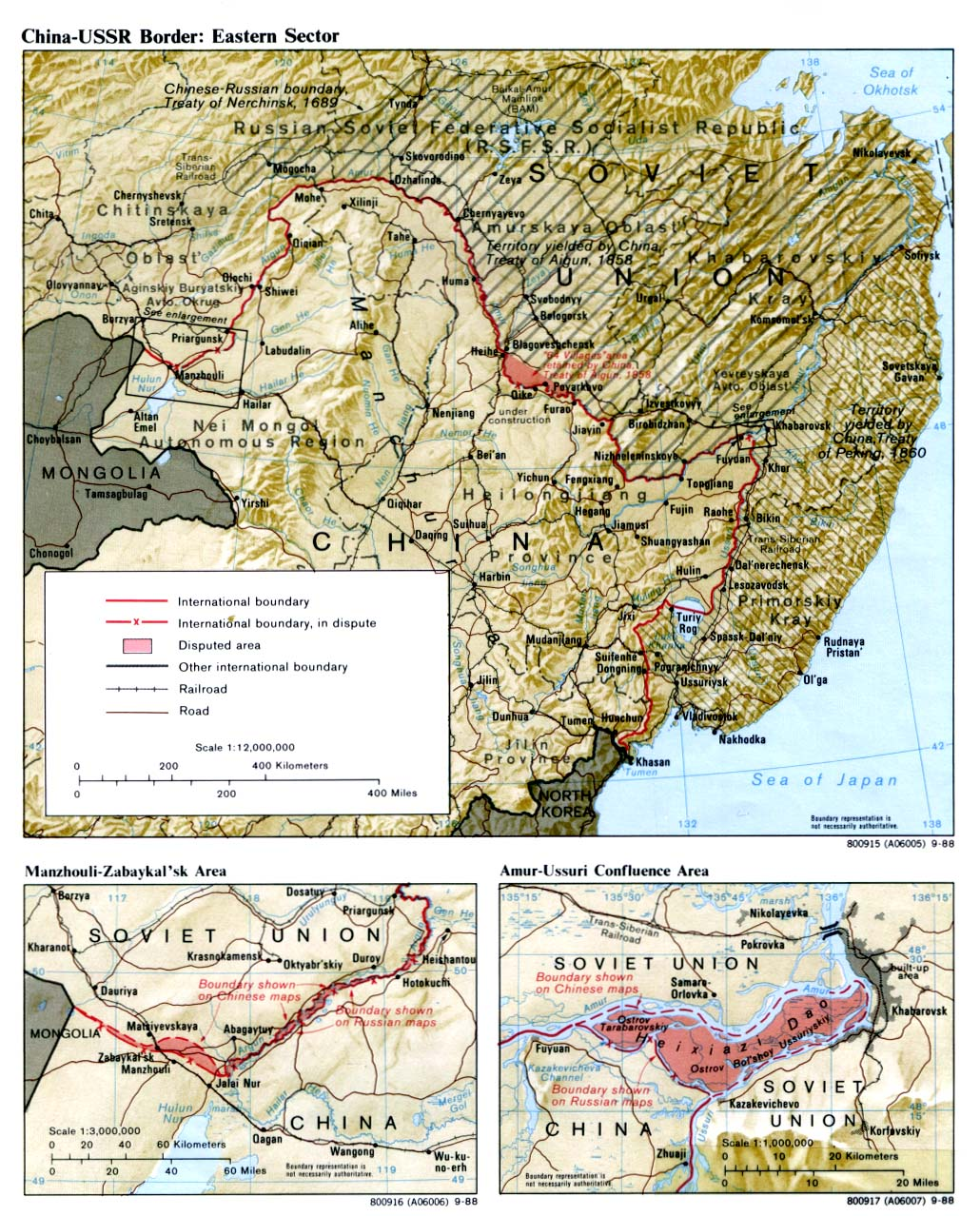

Đảo Trân Bảo (Hán văn giản thể: 珍宝岛; Hán văn phồn thể: 珍宝岛; bính âm: Zhēnbǎo dǎo) hoặc đảo Damansky (tiếng Nga: остров Даманский) là một hòn đảo nhỏ thuộc Trung Quốc có diện tích 0,74 km2. Nó nằm trên sông Ussuri trên biên giới giữa Nga (Primorsky Krai) và Cộng hòa Nhân dân Trung Hoa (tỉnh Hắc Long Giang).

## Lịch sử
Đây là chủ đề của một cuộc tranh chấp lãnh thổ giữa Liên Xô và Trung Quốc. Trận đánh đã diễn ra trên đảo Trân Bảo giữa Liên Xô và Trung Quốc, với số lượng thương vong đáng kể, trong cuộc xung đột biên giới Trung Xô tháng 3 năm 1969. Các cuộc xung đột trên Trân Bảo đã dấy lên quan ngại rằng nó có thể kích động một chiến tranh thế giới cho đến khi một nghị quyết ban đầu của cuộc xung đột được hai bên đưa ra vào tháng 10 năm 1969.
Ngày 19 tháng 5 năm 1991, hai bên đi đến một thỏa thuận rằng đảo Trân Bảo là một phần của lãnh thổ của Trung Quốc, và theo thỏa thuận này, quân Liên Xô rút lui.
Năm 2004, trong phim tài liệu Nga, đảo Damansky năm 1969. ("Остров Даманский 1969 год.") phản ánh về sự kiện đảo Trân Bảo năm 1969. Các cuộc phỏng vấn được quay với sự tham gia và các nhà lãnh đạo từ cả hai phía của cuộc xung đột.